# Juan Van-Halen Rodríguez
Juan Van-Halen Rodríguez (Madrid, 10 de febrero de 1969) es un economista, abogado, ejecutivo y político español.

## Biografía
Es hijo del también político Juan Van-Halen Acedo y descendiente directo del general y aventurero decimonónico Juan Van Halen y Sartí, de origen flamenco-italiano.
Doctor en Ciencias Económicas por la Universidad Complutense de Madrid (2016), Licenciado en Derecho por la Universidad Complutense de Madrid (1992), licenciado en la Especialidad Jurídico-Empresarial por el Centro de Estudios Universitarios CEU-San Pablo (1993), y titulado en Globalisation of Financial Markets and Economic Policy por la London School of Economics and Political Science (2000).
Es Técnico del Grupo Directivo del Banco de España, por concurso-oposición, desde 1994, siendo destinado a la Oficina de Balanza de Pagos (1995-2000). Tras una larga excedencia por cargo público se reincorporó al Banco de España en febrero de 2016.
Entre 2000 y 2004 fue Asesor para Asuntos Económicos del ministro de Fomento. Con posterioridad ocupó los cargos de director gerente del Instituto de Realojamiento e Integración Social de la Comunidad de Madrid (2004), director general de Vivienda de la Comunidad de Madrid (2007-2008), director general de Vivienda y Rehabilitación de la Comunidad de Madrid (2008-2011), director general de Vivienda y Rehabilitación y director gerente del Instituto de la Vivienda de Madrid (IVIMA) (2011-2013) y en 2013 y 2014 fue miembro de la Administración de la Comunidad de Madrid como viceconsejero de Empleo.
El 21 de marzo de 2014 fue nombrado director general de Arquitectura, Vivienda y Suelo en el ministro de Fomento. Cesó a petición propia el 5 de febrero de 2016, por su imputación en la venta de casi 3.000 viviendas del IVIMA al fondo Azora-Goldman Sachs.
Su actividad docente es amplia, siempre en el área económica. Comenzó en 1995 (y hasta 1998) como profesor del Área de Economía del Centro de Estudios Superiores Sociales y Jurídicos Ramón Carande, adscrito a la Universidad Complutense de Madrid. Con posterioridad ha impartido Economía Aplicada en la Facultad de Ciencias Sociales y Jurídicas de la Universidad Rey Juan Carlos de Madrid (1999-2001),en el Máster en Finanzas de la Universidad de Deusto, desde 2003, y Política Económica en la Facultad de Ciencias Económicas y Empresariales de la Universidad Complutense de Madridentre 2001 y 2013. Actualmente es profesor asociado doctor de la Facultad de Ciencias Económicas y Empresariales de la Universidad Complutense de Madrid. Fue profesor visitante de la Universidad Moderna de Lisboa.
Entre 2004 y 2007 trabajó en la empresa multinacional AON, centrada en el ámbito de consultoría de riesgos, en la que desempeñó el cargo de Director de Sector Público para España y Portugal además de responsable del Public Sector European Practice Group.